# University of Aberdeen

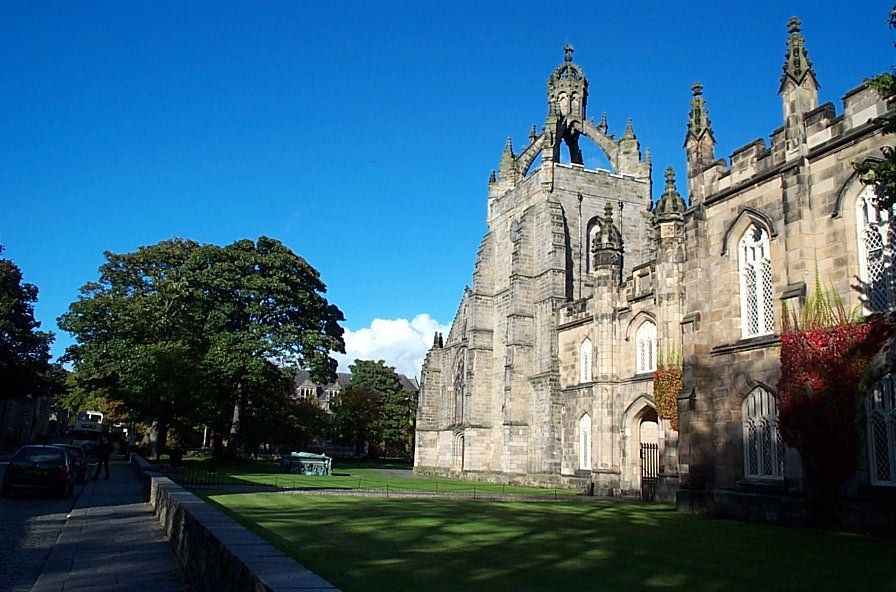
King’s College

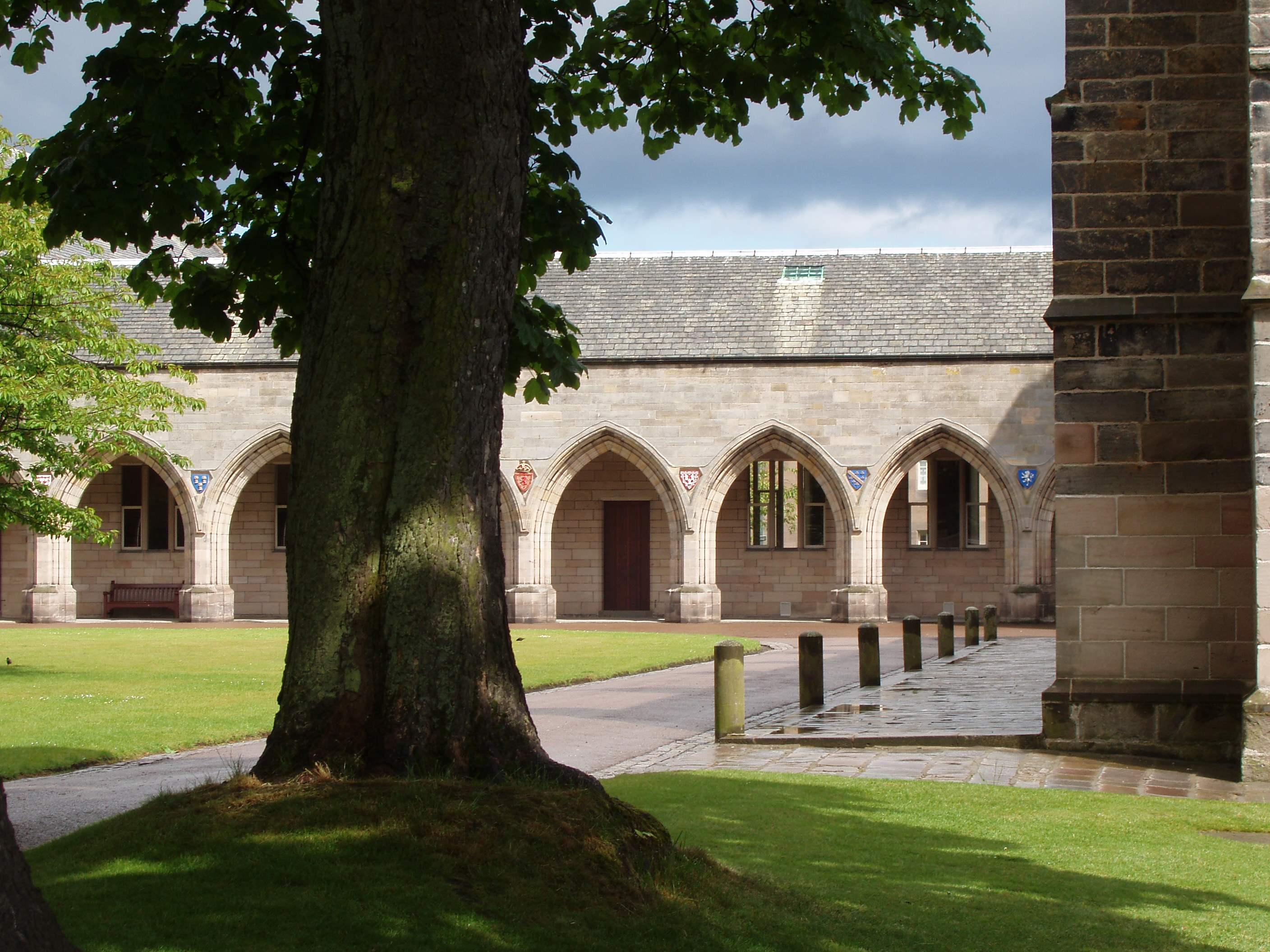
Elphinstone Hall

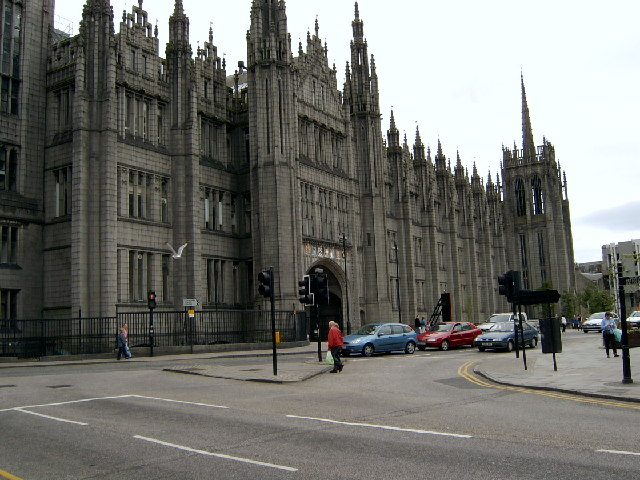
Marischal College

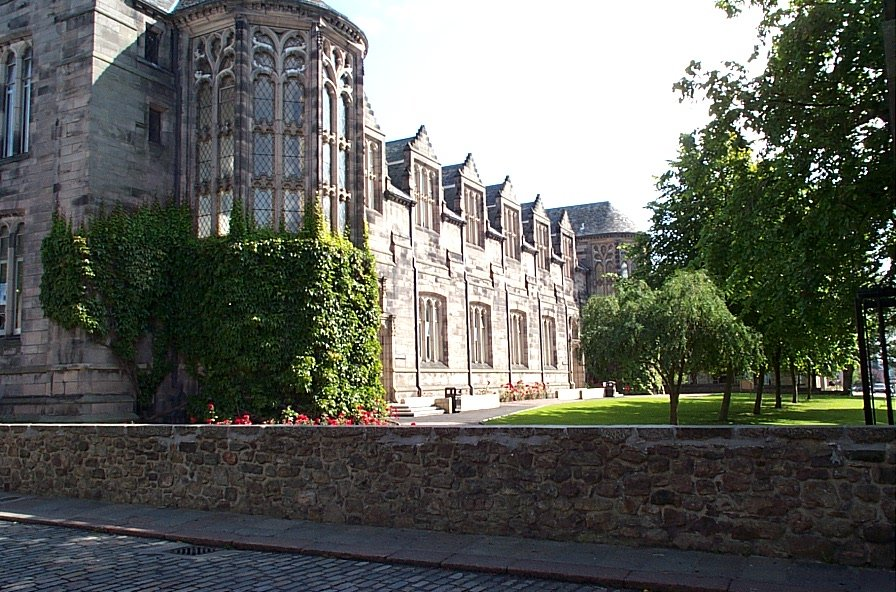
Neuere Anbauten an King’s College

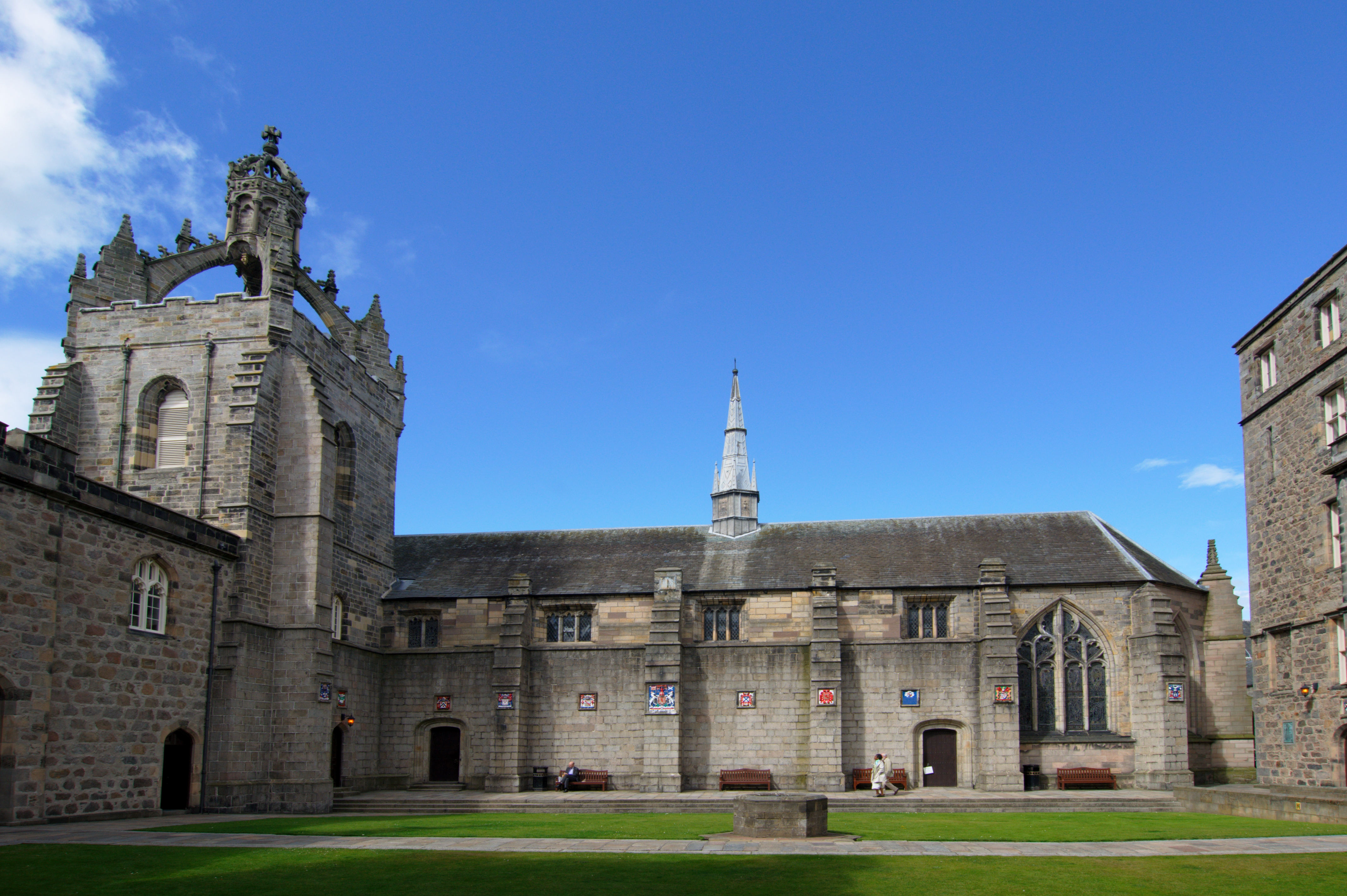
Im Inneren von King’s College Quadrangle: Blick auf King’s College Chapel

Die Universität Aberdeen (englisch University of Aberdeen, lateinisch Universitas Aberdonensis) ist eine öffentliche Universität in Aberdeen, der drittgrößten Stadt im britischen Landesteil Schottland. Sie bietet über 550 Bachelor- und 110 Masterstudiengänge. Kanzlerin ist seit 2013 die Ehefrau des Monarchen Charles III., Camilla, Queen Consort.
Im THE World University Ranking erreichte die Universität Platz 129 und die letzte RAE (Research Assessment Exercise) bewertete 89 % der Forschung in Aberdeen als von internationaler Qualität und 55 % als weltweit führend bzw. von internationaler Exzellenz. Fünf Nobelpreisträger lehrten und forschten an der Universität Aberdeen.

## Gliederung der Universität
- College of Arts and Social Sciences
  - School of Divinity, History and Philosophy
  - School of Education
  - School of Language & Literature
  - School of Law
  - School of Social Science
  - University of Aberdeen Business School
- College of Life Sciences and Medicine
  - School of Biological Sciences
  - School of Medical Sciences
  - School of Medicine
  - School of Psychology
  - Graduate School
- College of Physical Sciences
  - School of Engineering and Physical Sciences
  - School of Geosciences
  - Graduate School

## Geschichte
Als Gründungsjahr der Universität gilt das Jahr 1495. Damit ist sie die drittälteste (nach St Andrews 1413 und Glasgow 1451) in Schottland und die fünftälteste im Vereinigten Königreich. Im Jahr 1495 wurde King’s College durch den Bischof von Aberdeen William Elphinstone auf Geheiß von König Jakob IV. gegründet. Die Universitätsgründung wurde kurz darauf durch eine päpstliche Bulle Papst Alexander VI. bestätigt. Das ursprüngliche Universitätsgebäude lag nahe der St Machar’s Cathedral und trug zunächst die Bezeichnung  St. Mary’s College. Nach der Reformation wurde das College in eine protestantische Lehranstalt umgewandelt. Jedoch erwies sich der Widerstand gegen die neue Lehre als zäh, so dass kurzerhand durch George Keith, 4. Earl Marischal, der ein Anhänger der reformatorischen Lehren von Petrus Ramus war, eine neue protestantische Universität, Marischal College, gegründet wurde. Möglicherweise geschah diese Neugründung auch aus Rivalität mit Sir Alexander Fraser, der im nahegelegenen Fraserburgh ebenfalls ein College gegründet hatte. In den kommenden Jahrhunderten war das Verhältnis der beiden Colleges zueinander durch Rivalität geprägt. Beide Colleges unterstützten den Jakobitenaufstand 1715 und verloren deshalb nach dessen Niederschlagung erheblich an Einfluss und Unterstützung. Die beiden Colleges wurden schließlich am 15. September 1860 per Gesetz durch den Universities (Scotland) Act zur Universität Aberdeen vereinigt. Als offizielles Gründungsjahr wurde im Gesetz das Gründungsjahr von King’s College (1495) angegeben.
Heute zählt die Universität zu den führenden Universitäten in Großbritannien. Nach dem offiziellen Forschungsranking der britischen Regierung erhielten zehn Departments die höchstmögliche, 19 weitere die zweithöchste Wertung. The Independent zählt die University of Aberdeen in den Fachbereichen Finanzwissenschaften, Rechtswissenschaften, Medizin sowie Touristik zu den führenden Universitäten in Großbritannien.

## Zahlen zu den Studierenden
Von den 16.080 Studenten des Studienjahrens 2020/2021 nannten sich 9.300 weiblich (57,8 %) und 6.750 männlich (42,0 %). 1.765 Studierende kamen aus England, 9.255 aus Schottland, 60 aus Wales, 170 aus Nordirland und 2.160 aus der EU. 9.850 der Studierenden (61,3 %) strebten ihren ersten Studienabschluss an, sie waren also undergraduates. 6.225 (38,7 %) arbeiteten auf einen weiteren Abschluss hin, sie waren postgraduates. Davon waren 1.020 in der Forschung tätig.
Im Studienjahr 2019/2020 waren 15.185 Studierende eingeschrieben, von denen 8.855 weiblich und 6.315 männlich waren. 10.125 waren undergraduates, 5.060 postgraduates. 8.285 Studierende kamen aus Schottland, 1.525 aus England und 2.600 aus der EU.

## Persönlichkeiten und Alumni
- Thomas Reid (1710–1796), schottischer Philosoph
- James Legge (1815–1897), britischer Sinologe
- Sheila Scott MacIntyre (1910–1960), schottische  Mathematikerin und Hochschullehrerin
- John James Richard Macleod (1876–1935), schottisch-kanadischer Physiologe und Nobelpreisträger (Medizin 1923)
- Frederick Soddy (1877–1956), britischer Chemiker und Nobelpreisträger (Chemie 1921)
- John Boyd Orr, 1. Baron Boyd-Orr (1880–1971), Friedensnobelpreis 1949
- Robert Clark (1882–1950), Zoologe und Teilnehmer an der Endurance-Expedition (1914–1917)
- George Paget Thomson (1892–1975), Nobelpreis für Physik 1937
- Fritz Wölcken (1903–1992), deutscher Professor für Anglistik
- Hans Walter Kosterlitz (1903–1996), deutsch-britischer Pharmakologe
- Margaret Jope (1913–2004), britische Biochemikerin
- Richard L. M. Synge (1914–1994), britischer Chemiker und Nobelpreisträger (Chemie 1952)
- Helen Popova Alderson  (1924–1972), Mathematikerin, Übersetzerin und Hochschullehrerin
- Kenneth McKellar (1927–2010), schottischer Sänger
- Alistair Darling (1953–2023), Schatzkanzler und Finanzminister unter Gordon Brown
- Derek Rae (* 1967), schottischer Fernsehmoderator
- Alex Kapranos (* 1972), britischer Musiker
- Joanne K. Rowling (* 1965), britische Schriftstellerin
- Philipp Franz Freiherr von und zu Guttenberg (* 1973), deutsch-österreichischer Land- und Forstwirt, Präsident des Aktionsbündnisses Forum Natur (AFN)
- Anne, Princess Royal (* 1950), Princess Royal des Vereinigten Königreichs[11]

## Partneruniversitäten

### Deutschland
- Albert-Ludwigs-Universität Freiburg
- Christian-Albrechts-Universität Kiel
- Ernst-Moritz-Arndt-Universität Greifswald
- Friedrich-Schiller-Universität Jena
- Georg-August-Universität Göttingen
- Hochschule Bonn-Rhein-Sieg
- Hochschule für Technik Stuttgart
- Philipps-Universität Marburg
- Rheinische Friedrich-Wilhelms-Universität Bonn
- RWTH Aachen
- Universität zu Köln
- Universität Regensburg
- Universität Konstanz[12]

### Kanada
- Queen’s University, Ontario
- University of British Columbia, Vancouver
- University of Calgary, Alberta
- University of Guelph, Ontario[13]

### Vereinigte Staaten von Amerika
- Clemson University, SC
- Haverford College, PA
- University of Illinois, IL
- University of New Mexico, NM
- University of Oklahoma, OK
- University of Oregon, OR
- Rhodes College, TN
- St. Olaf College, MN
- University of Washington, Seattle, WA[14]